# Округ Скајлер (Мисури)
Округ Скајлер (енгл. Schuyler County) је округ у америчкој савезној држави Мисури.

## Демографија
По попису из 2010. године број становника је 4.431, што је 261 (6,3%) становника више него 2000. године.
| Група             | 2000.         | 2010.         |
| Белци             | 4.086 (98,0%) | 4.353 (98,2%) |
| Афроамериканци    | 2 (0,0%)      | 1 (0,0%)      |
| Азијати           | 7 (0,2%)      | 10 (0,2%)     |
| Хиспаноамериканци | 27 (0,6%)     | 29 (0,7%)     |
| Укупно            | 4.170         | 4.431         |